# Nueva Galicia
El Reino de la Nueva Galicia fue una entidad administrativa y territorial de la Corona de Castilla, comprendido dentro del virreinato de la Nueva España, pero con cierto grado de independencia −variable− en cuanto a su gobierno y administración. Su fundación se realizó bajo patrocinio regio con el objeto de compensar el creciente poder del bando de Hernán Cortés en el centro y sur de Mesoamérica. El territorio que correspondía al reino era conocido por los nahuas de la región como Xalixco (del náhuatl: Xalixko ‘xalli: arena; ixtli: faz; -ko: sufijo locativo’‘encima de la arena’).
Tuvo una extensión territorial que varió enormemente durante sus tres siglos de existencia, aunque su conformación más estable comprendió los actuales estados mexicanos de Jalisco, Nayarit, Aguascalientes y Zacatecas. Sin embargo, su capital fue la sede de Real Audiencia de Guadalajara, cuya jurisdicción alcanzó los actuales territorios estadounidenses de Texas, Nuevo México y California, así como los mexicanos de Tamaulipas, Nuevo León, Sinaloa, Coahuila, Sonora, Chihuahua, Baja California y Baja California Sur. En cuanto a la jurisdicción eclesiástica, todos los territorios anteriormente mencionados fueron dependientes del obispado de Guadalajara.
Para 1786 la Corona Española como parte de las llamadas Reformas Borbónicas, llevó a cabo una reorganización territorial, con la finalidad de controlar mejor sus dominios y para obtener más cantidad de impuestos, controlando el comercio de todo tipo y de cada región, por lo que los reinos de la Nueva Galicia, de la Nueva España, las provincias y gobernaciones que en forma general dependían del Virreinato de la Nueva España, fueron agrupados en intendencias, así la Provincia de Nueva Galicia y la Provincia de Colima, que se juntaron para formar la Intendencia de Guadalajara, las provincias de San Luis Potosí, San Francisco de Coahuila, el Nuevo Reino de León, la Provincia de Tamaulipas y el Territorio de Tejas integraron la Intendencia de San Luis Potosí, mientras que la Provincia de Los Zacatecas formó por sí sola la Intendencia de Zacatecas.

## Historia
La exploración del área empezó en 1531 con la expedición de Nuño Beltrán de Guzmán. Él dio a la ciudad principal fundada en el área el nombre de Villa de Guadalajara, como su lugar de nacimiento, y llamó con el nombre altisonante de "Conquista del Espíritu Santo de la Mayor España" a los territorios explorados por él.
Sin embargo, la emperatriz Isabel de Portugal, consorte de Carlos V, que gobernaba por ausencia del Emperador, no estuvo conforme con el nombre que le había otorgado Nuño de Guzmán al territorio, por lo que, por Real Cédula dada en Ocaña (España) el 25 de enero de 1531, ordenó que se nombrara al territorio conquistado como "Reino de la Nueva Galicia" y se fundase una ciudad con el nombre de "Santiago de Galicia de Compostela" (actualmente Compostela), aunque después esta capital sería mudada a la ciudad de Guadalajara por órdenes de Cristóbal de Oñate.

## Organización territorial

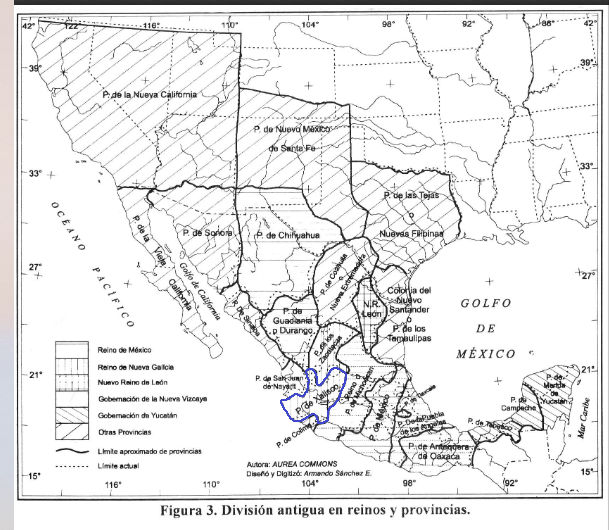
Provincia de Nueva Galicia y demás reinos.

A continuación se muestran las principales divisiones administrativas del reino de Nueva Galicia, a menudo denominadas "provincias menores". Algunos de estos territorios fueron cambiantes a lo largo de los siglos XVI y XVIII con la administración del Reino de México, e incluso con la Intendencia de Arizpe (como el caso de la alcaldía mayor de Culiacán).

### Alcaldías mayores
- Alcaldía Mayor de Acaponeta
- Alcaldía Mayor de Aguascalientes
- Alcaldía Mayor de Ahuacatlán y Xala
- Alcaldía Mayor de Charcas
- Alcaldía Mayor de Culiacán
- Alcaldía Mayor de Guachinango
- Alcaldía Mayor de Hostotipac
- Alcaldía Mayor de Hostotipaquillo
- Alcaldía Mayor de Jerez
- Alcaldía Mayor de La Barca
- Alcaldía Mayor de Lagos
- Alcaldía Mayor de Mazapil
- Alcaldía Mayor de Nieves
- Alcaldía Mayor de Senticpac
- Alcaldía Mayor de Sombrerete
- Alcaldía Mayor de Tepic
- Alcaldía Mayor de Tequepespan
- Alcaldía Mayor de Tomatlán

### Corregimientos
- Corregimiento de Zacatecas

### Jurisdicciones
- Jurisdicción de Guadalajara

## Capitales

### Primera capital del Reino de la Nueva Galicia
Una vez que recibió Nuño de Guzmán la Real Cédula procedió a renombrar la Villa del Espíritu Santo de la Mayor España, fundada en Tepic, ahora con el nombre de Santiago de Compostela. Así mismo, los territorios conquistados por Nuño de Guzmán pasaron a llamarse Reino de la Nueva Galicia.

### Segunda capital del Reino de la Nueva Galicia
Rebeliones de los indígenas obligaron a los conquistadores a pensar en ubicar a la capital del Reino de la Nueva Galicia en otro lugar que es la actual Compostela, Nayarit. Al mismo tiempo, nos cuenta el historiador Antonio Tello:

Siendo ya (Cristóbal de Oñate) gobernador, mandó luego que toda la gente española que estaba en Tonalán se pasaba a la villa de Guadalajara en el puesto de Tlacotlán, a donde permanecía, y habiéndose pasado, hizo matriculalla, y hecho esto, fue a la ciudad de Compostela, y habiendo visto aquella ciudad, costa y provincia, tuvo noticia que los indios de la provincia de los Tecoxines, que son los de Hostoticpac, ándaban malos, y los del valle de Cactlán, que son de la misma nación, y que salían a saltear a los indios de servicio que iban a la ciudad de Compostela, y en ninguna manera los podían resistir, y que no había otro remedio sino pasar la ciudad de Compostela de Tepic, a donde estaba, al valle de Cactlán, donde ahora está, que era el riñón de los Tecoxines, para sujetallos, y así luego le puso por obra, y este año de 1540, la pasó quitándolo de Santiago de Tepic, donde Nuño de Guzmán la había fundado. Puesta ya allí, la ilustró y pobló muy bien, aunque como después se dirá, se despobló mucho con la venida de la primera Audiencia. El 25 de julio de 1540, día del apóstol Santiago, se cambió la ciudad de "Santiago de Galicia de Compostela" a su ubicación actual, durante la época colonial la población fue conocida como Compostela de Indias, actualmente se le conoce como Compostela y forma parte del estado de Nayarit.

### La expedición en busca de las siete ciudades de plata
Fue en esa época en que partió de Santiago de Compostela, Tepic, la expedición comandada por Francisco Vázquez de Coronado en ese entonces gobernador de la Real Audiencia de la Nueva Galicia en sustitución del primer gobernador de la provincia Nuño de Guzmán, (siendo capitán de este Gobernador, Gaspar Briceño) en busca de las siete ciudades de Cíbola y Quivira, una vieja leyenda europea, mitad cuento de caballería que hablaba de Las Siete Ciudades de Cíbola y Quivira, ubicadas en algún lugar desconocido.
Esa expedición trajo como resultado el descubrimiento para España de las tierras del oeste del actual Estados Unidos.

### Tercera y última capital de la Nueva Galicia
El día 14 de febrero de 1542, el emperador Carlos V, estableció en Compostela una Audiencia de Cuatro Oidores, iniciando sus funciones el 21 de enero de 1549. En julio de 1549, Compostela fue sede del primer Arzobispado de la Nueva Galicia, por bula papal su Obispo recibió el título de Compostelano. El día 10 de mayo de 1560, la Audiencia y el Obispado fueron trasladados de Compostela a Guadalajara, que se convirtió en la tercera y última capital de la provincia del Reino de la Nueva Galicia.

## Gobierno

### Gobernadores y Capitanes Generales (1531-1545)
- Nuño de Guzmán
- Cristóbal de Oñate
- Diego Pérez de la Torre
- Cristóbal de Oñate
- Francisco Vázquez de Coronado
- Cristóbal de Oñate
- Francisco Vázquez de Coronado

### Presidentes de la Real Audiencia de Guadalajara (1572-1708)
- Dr. Jerónimo de Orozco
- Audiencia Gobernadora
- Dr. Santiago de Vera
- Audiencia Gobernadora
- Lic. Juan de Villela
- Audiencia Gobernadora
- Dr. Alonso Pérez Merchán
- Audiencia Gobernadora
- Lic. Pedro de Otalora
- Audiencia Gobernadora
- Dr. Diego Núñez Morquecho
- Audiencia Gobernadora
- Dr. Juan de Canseco y Quñones
- Audiencia Gobernadora
- Dr. Pedro Fernández de Baeza
- Audiencia Gobernadora
- Dr. Antonio de Ulloa y Chávez
- Audiencia Gobernadora
- Dr. Antonio Álvarez de Castro
- Audiencia Gobernadora
- Lic. Francisco Calderón Romero
- Audiencia Gobernadora
- Lic. Juan Miguel de Agurto y Álava
- Audiencia Gobernadora
- Dr. Alonso de Ceballos Villagutierre
- Audiencia Gobernadora
- Lic.  Antonio Vidal Abarca y Balda
- Audiencia Gobernadora